# Liu Huanhua
Dans ce nom chinois, le nom de famille, Liu, précède le nom personnel.
Liu Huanhua (en chinois : 刘焕华),né le 20 août 2001 à Nan'an dans le district de Jiahe, est un haltérophile chinois. Il évolue dans la catégories de poids lourds. Il a remporté une médaille d'or dans la catégorie des moins de 102 kg aux Jeux olympiques d'été de 2024. 

## Carrière sportive
il participe aux Championnats du monde de 2022 à Bogota dans la catégorie des moins de 89 kg masculins, où il termine sixième à l'arraché et troisième à l'épaulé-jeté, ce qui lui permet de gagner la médaille de bronze au classement général.
En 2023, Liu choisit de passer dans la catégorie de poids supérieur, celles des moins de 96 kg, notamment lors des Championnats asiatiques d'haltérophilie à Jinju avec une médaille d'or au général (première place à l’arraché et deuxième place à l’épaulé-jeté) bien que son poids de 89,48 kg était un des plus bas de sa catégorie. Liu passe alors dans la catégorie des moins de 102 kg pour les championnats du monde 2023 à Riyad et se classe quatrième à l'arraché et premier à l'épaulé-jeté, ce qui lui vaut une médaille d'or au classement général, marquant sa première victoire aux championnats du monde.
En 2024, il établit un nouveau record du monde en avril 2024 avec un total de 413 kg. À l'âge de 22 ans, il participe aux Jeux olympiques de 2024 dans la catégorie des Moins de 102 kg avec un titre olympique en soulevant au premier essai 220 kg en épaulé-jeté là où tous ces concurrents ont échoué.